# プラムディヤ・アナンタ・トゥール
プラムディヤ・アナンタ・トゥール（Pramoedya Ananta Toer, 1925年2月6日 - 2006年4月30日）は、インドネシアの小説家である。
スハルト政権下では同国の9月30日事件に関与したとして長く流刑生活を余儀なくされたが、同政権の崩壊後に釈放された。執筆活動の再開を期待されたが、2006年に死去した。プラムデャとも。

## 経歴
オランダ領東インド時代の中部ジャワ州のブロラの生まれで、学校教師の父親、敬虔なムスリムの母親のあいだに、9人兄弟の長男として生まれた。
日本軍政終結後、インドネシア独立戦争期の1947年7月、敵軍制圧下のジャカルタでオランダ軍によって逮捕され（容疑は反オランダ宣伝文書の所持）、1949年12月に釈放されるまで獄中にあった。
その後、次々と小説を発表するが、1965年の9月30日事件後、インドネシア共産党（PKI）との関係を疑われたため、政治犯の烙印を押され、流刑の島・ブル島に送られた。文明社会から隔絶された流刑生活は10年以上に及んだが、創作意欲は衰えず、同国文学史上の最高傑作ともされる大河歴史小説「ブル島4部作 The Buru Quartet 」（『人間の大地』など）を完成させた。
スハルト政権下でプラムディアの作品は事実上の発禁処分をうけていたが、その業績はインドネシア国外でもよく知られ、1988年、国際ペンクラブ（PEN）のFreedom-to-Write賞、1995年、マグサイサイ賞を受賞、そして2000年、福岡市の「福岡アジア文化賞」で大賞を受賞。その授賞式典に来日し、記念講演を行なった。「アジアにおけるノーベル文学賞の最有力候補」（米誌Time）との呼び声も高かった。

## 邦訳作品
- 『ゲリラの家族』Keluarga Gerilya 、押川典昭訳、めこん、1983年
- 『人間の大地 上・下』Bumi Manusia、押川典昭訳、めこん、1986年 - 以下の4作品が「ブル島4部作」と総称される作品群である。
- 『すべての民族の子 上・下』Anak Semua Bangsa、押川典昭訳、めこん、1988年
- 『足跡』Jejak Langkah 、押川典昭訳、めこん、1998年
- 『ガラスの家』Rumah Kaca 、押川典昭訳、めこん、2007年（英訳版は、House Of Glass, translated by Max Lane, Penguin Books, 1992）
- 『日本軍に棄てられた少女たち - インドネシアの慰安婦悲話 』Perawan Remaja dalam Cengkeraman Militer 、山田道隆訳、コモンズ、2004年

## 関連文献
- 押川典昭「文学の営為」、土屋健治編『講座東南アジア学6 東南アジアの思想』、弘文堂、1990年。
- アイプ・ロシディ編、松尾大・柴田紀男訳『現代インドネシア文学への招待』、めこん、1993年。